# سونيا جيهان
سونيا جيهان (بالأردوية: سونیا جہاں؛ بالإنجليزية: Sonya Jehan) هي ممثلة باكستانية وفرنسية، ولدت في 24 أبريل 1980 في كراتشي في باكستان.

## وصلات خارجية
- سونيا جيهان على موقع IMDb (الإنجليزية)